# Otto Freytag (Politiker)

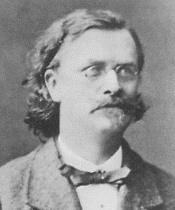
Emil Otto Freytag

Otto Emil Freytag (* 14. September 1835 in Plauen; † 16. November 1917 in Leipzig) war ein deutscher Rechtsanwalt und sozialdemokratischer Politiker. Er war der erste sozialdemokratische Landtagsabgeordnete im Königreich Sachsen.

## Leben und Wirken
Von 1855 bis 1858 studierte Otto Freytag Rechtswissenschaften in Leipzig. Freytag gehörte zu den Gründungsmitgliedern der Landsmannschaft Plavia Leipzig und war zugleich darin Ehrenmitglied. Zwischen 1863 und 1865 war er Bürgermeister in Adorf im Vogtland. Danach ließ er sich als Rechtsanwalt in Leipzig nieder.
1866 war er Mitbegründer und Ausschussmitglied der Sächsischen Volkspartei, 1867 bis 1869 Vorstandsmitglied des Verbandes deutscher Arbeitervereine. Im Jahr 1868 wurde er außerdem Mitbegründer des „Demokratischen Wochenblattes“.
Im Jahr 1872 verteidigte Freytag zusammen mit seinem Bruder Bernhard Freytag August Bebel und Wilhelm Liebknecht bzw. Adolf Hepner im Leipziger Hochverratsprozess.
Freytag war 1877 bis 1882 Abgeordneter der II. sächsischen Kammer; ab 1878 war er wesentlich bei der Mitwirkung der Organisation des Widerstands gegen das Sozialistengesetz beteiligt. 1879 war er Mitbegründer und zunächst Vorsitzender des „Fortbildungsverein für Arbeiter“. Dem Parlament gehörte er bis 1883 an. Zu bemerken ist, dass er nach August Welke, der für Frankenhausen ein Mandat für den Landtag Schwarzburg-Rudolstadt (1871–1874) errang, der zweite Sozialdemokrat war, der im deutschen Kaiserreich überhaupt ein solches errang! Er selbst hatte es 1877 für Plauen errungen.